# Elementi (album)
Elementi  è un concept album del gruppo musicale italiano Le Orme registrato nel 2001. 

## Descrizione
Si tratta di un lavoro che riprende i temi filosofici del precedente, riappoggiandosi al pensiero di Paesi lontani e tematizzando i quattro elementi - aria, terra, acqua e fuoco - come ricorrono in diverse culture mondiali.
Rientrano nel repertorio del gruppo, in alcuni stralci, i fraseggi classicheggianti come si ritrovavano nell'album Florian.
Caratteristico per questo lavoro è l'utlilizzo di un simulatore di chitarra elettrica (tastiere).
La copertina del CD è di Paul Whitehead, lo stesso artista che aveva realizzato quella di Smogmagica.
Si ripresenta anche l'alternarsi di pezzi di durata sempre molto diversa, tipico delle Orme degli anni settanta.

## Tracce
Testi di Tagliapietra. Musiche di Tagliapietra, Dei Rossi, Bon e Bassato.
1. Danza del vento – prima parte - 3:36
2. Il vento, il cielo e la notte - 7:16
3. Danza del vento – seconda parte - 1:29
4. Danza della terra - 2:22
5. Risveglio - 3:59
6. Canto di preghiera - 1:59
7. Lord of dance - 2:52
8. Danza della pioggia - 2:38
9. Dove tutto è! - 4:40
10. Luce dorata - 1:29
11. Danza del fuoco - 2:41
12. Il respiro - 2:21
13. Danza del vento – terza parte - 3:38
14. Risveglio – ripresa - 1:27

## Formazione
- Aldo Tagliapietra – voce, basso, chitarra, sitar
- Michi Dei Rossi – batteria, percussioni
- Andrea Bassato – tastiere, violino
- Michele Bon – tastiere, voce in Lord of dance